# Яровий Михайло Савич
Михайло Савич Яровий (нар. 15 грудня 1925 — 19 липня 2007) — Герой Соціалістичної Праці (1971), повний кавалер ордена Слави, учасник Німецько-радянської війни. 
Яровий — один із 8 повних кавалерів ордена Слави, також удостоєних звання Героя Соціалістичної Праці.

## Біографія
Народився 15 грудня 1925 року в селі Садки (зараз Могилів-Подільського району Вінницької області України) у селянській родині. Закінчив 5 класів. Після закінчення школи працював у колгоспі.
У роки німецько-радянської війни спершу перебував на окупованій німцями території України, пізніше, в 1944 році призваний до лав РСЧА. Був командиром кулеметного розрахунку.
Після війни працював трактористом у рідному селі. У 1954 році по путівці обкому комсомолу відправився розорювати казахську цілину.
У квітні 1971 року Яровому було присвоєно звання Героя Соціалістичної Праці «за видатні успіхи, досягнуті в розвитку сільськогосподарського виробництва і виконання п'ятирічного плану продажу державі продуктів землеробства і тваринництва».
Аж до 2000 року працював в Костанайської сільськогосподарському інституті.
Помер 19 липня 2007 року, похований в Костанаї.

## Нагороди
За період німецько-радянської війни був нагороджений орденами Слави усіх ступенів.
Дати указів про нагородження орденами Слави:
3-й ступінь — 20 вересня 1944 (орден № 211735)
2-й ступінь — 11 травня 1945 (орден № 13388)
1-й ступінь — 15 травня 1946 (орден № 1673)
У повоєнний час був удостоєний наступних високих державних нагород:
Указом Президії Верховної Ради СРСР у квітні 1971 року «за видатні успіхи, досягнуті в розвитку сільськогосподарського виробництва і виконання п'ятирічного плану продажу державі продуктів землеробства і тваринництва», трактористу радгоспу «Борковський» Борівського району (нині зветься Мендикаринський район) Кустанайської області Яровому Михайлу Савичу присвоєно звання Героя Соціалістичної Праці з врученням ордена Леніна і золотої медалі «Серп і Молот».
Нагороджений також двома орденами Леніна, орденом Вітчизняної війни 1-го ступеня.